# Liste der Bodendenkmale in Lebusa
In der Liste der Bodendenkmale in Lebusa sind alle Bodendenkmale der brandenburgischen Gemeinde Lebusa und ihrer Ortsteile aufgelistet. Grundlage ist die Veröffentlichung der Landesdenkmalliste mit dem Stand vom 31. Dezember 2021. Die Baudenkmale sind in der Liste der Baudenkmale in Lebusa aufgeführt.
|   | Gemarkung        | Flur | Kurzansprache | Bodendenkmalnummer | Bemerkung | Bild |
| - | ---------------- | ---- | --- | ------------------ | --------- | ---- |
| 1 | Lebusa (Lage)    | 1    | Hügelgräberfeld Bronzezeit | 20265              |           |      |
| 2 | Lebusa (Lage)    | 3    | Schloss Neuzeit, Turmhügel deutsches Mittelalter, Dorfkern deutsches Mittelalter, Dorfkern Neuzeit, Kirche deutsches Mittelalter, Kirche Neuzeit, Friedhof deutsches Mittelalter, Friedhof Neuzeit | 20396              |           |      |
| 3 | Freileben (Lage) | 4    | Hügelgräberfeld Urgeschichte | 20391              |           |      |
| 4 | Freileben (Lage) | 4    | Befestigung deutsches Mittelalter | 20392              |           |      |
| 5 | Freileben (Lage) | 2    | Hügelgräberfeld Urgeschichte | 20393              |           |      |
| 6 | Freileben (Lage) | 4, 5 | Dorfkern Neuzeit, Dorfkern deutsches Mittelalter | 20394              |           |      |
| 7 | Freileben (Lage) | 5    | Befestigung Urgeschichte | 20395              |           |      |